# Гімназія Бежіград
Гімназія Бежіград (словен. Gimnazija Bežigrad) — міжнародна школа, розташована у районі Бежіград (центральний район столиці Словенії Любляна), одна з найкращих державних загальноосвітніх середніх шкіл Словенії для учнів віком від 15 до 19 років, та яка вважається однією з провідних гімназій Центральної Європи. Гімназія є членом Європейської Ради міжнародних шкіл, (англ. European Council of International Schools — «ECIS»).

## Історія
Офіційною датою заснування вважається 1936, коли «Класична гімназія», як вона тоді називалася, переїхала у центральний район Любляни Бежіград.
Фактичною датою заснування є 1596, коли у Любляні, тодішній столиці Герцогства Країна, було створено єзуїтський навчальний заклад.
У 1773 єзуїтський орден було скасовано і єзуїтська школа стала державним навчальним закладом Габсбурської монархії. У 1889, коли було засновано другу в Любляні «Полянську гімназію», стару назву школи змінили на «Перша гімназія Любляни». Як і у більшості навчальних закладів Країни, навчання проводили німецькою.
У 1907 Австро-Угорщина запровадила словенську мову основною мовою навчання у всіх навчальних закладах Країни і гімназія запровадила навчання словенською, однак, вже наступного року у гімназії відкрили, паралельні до словенських, класи із німецькою мовою навчання. Згодом ці «німецькі» класи було об'єднано і виокремлено у нову гімназію, яку назвали «Імперська королівська гімназія із німецькою мовою навчання», або коротко — «Німецька гімназія» чи «Третя гімназія», яка і стала попередницею сучасної «Гімназії Бежіград».
Після утворення Королівства Сербії, Хорватії та Словенії у 1918, школу було офіційно перейменовано на «Третя гімназія Любляни» і введено словенську мову, як основну мову навчання, однак, німецькі класи існували ще до 1924. У 1929 школу було перейменовано на «Класична гімназія».
У 1936 «Класична гімназія» переїхала у центральний район Любляни Бежіград. На той час у гімназії навчалося 1 215 учнів. У зв'язку із зростанням кількості учнів та персоналу було прийнято рішення розділити гімназію, в результаті чого восени 1940 була утворена «Третя гімназія Любляни».
У 1940 році у зв'язку із військовими діями на території гімназії було розташовано зенітну батарею. За роки італійської окупації у 1942—1943 роках основною мовою навчання стала італійська мова. У навчальний процес була введена фашистська ідеологічна пропаганда. Із відходом італійської окупаційної влади у навчальний процес були внесені зміни і основною мовою навчання знову стає німецька.
У 1944—1945 у зв'язку із військовими діями навчальний процес було суттєво скорочено. Кількість учнів та вчителів значно скоротилася. Частина з них брали участь у визвольному та партизанському русі. Уроки, які на той час проводилися, часто зривалися через повітряні тривоги і у 1945 фактично припинилися.
Після звільнення Любляни у навчальні плани гімназії, як і усіх словенських шкіл, були внесені суттєві зміни. У всіх класах обов'язковою «першою іноземною» була введена російська мова. Однак через те, що освітня реформа була проведена не до кінця і не у повному обсязі, починаючи з 1949 року, була запроваджена довоєнна освіта. У 1951 гімназія замість російської перейшла на англійську. Другою іноземною мовою стала німецька.
У світлі частих освітніх реформ школа часто міняла навчальні плани та орієнтацію. Згідно із реформами освітні програми повинні були носити прикладний характер. Школа стала спеціалізуватися на математиці та природничих науках.
У 1982 школу було перейменовано у «Середню науково-математичну школу», однак, місцевою назвою була «Гімназія Бежіград». У 1990 це ім'я стало офіційною назвою гімназії.
За ініціативи Гімназії Бежіград та за сприяння і підтримки Міжнародної асоціації шкіл, ЮНЕСКО та Європейської Ради міжнародних шкіл розпочалась робота із запровадження освітньої програми міжнародного бакалаврату. 26 січня 1990 року гімназія успішно пройшла процедуру акредитації освітньої програми «Diploma Programme» (укр. Програма для здобуття диплома) власником та розробником цієї програми, некомерційним освітнім фондом «International Baccalaureate®».
У 1991 році були проведені значні будівельні роботи, в результаті яких гімназія отримала достатні приміщення і змогла організувати навчальний процес у першу зміну. У 1992 було завершено будівництво спортивного комплексу.
У вересні 1993 у гімназії було засновано міжнародну секцію, яка згодом стала «OE Міжнародна школа».
2 березня 1994 також було акредитовано освітню програму міжнародного бакалаврату «Middle Years Programme» (укр. Програма середніх років).

## Опис
Гімназія Бежіград має два організаційні підрозділи (словен. organizacijski enoti (OE)):
- «OE Гімназія»;
- «OE Міжнародна школа».

### Гімназія
В гімназії навчаються, в основному, діти громадян Словенії. Директором є пані Аленка Будіна.
Учні гімназії навчаються за національною навчальною програмою із обов'язковим вивченням двох іноземних мов, і ще на початку навчання можуть вибрати класи за такими напрямками:
- загальний (другою іноземною мовою можуть бути німецька, французька, іспанська на початковому рівні);
- із поглибленим вивченням математики;
- із поглибленим вивченням німецької чи французької.

В гімназії також є спортивний відділ, до якого зараховуються учні на підставі видатних спортивних досягнень. Другою іноземною у цьому відділі є німецька.

### Міжнародна школа
В міжнародній школі навчаються, в основному, діти зарубіжних дипломатів, науковців, бізнесменів, представників місій та репатріантів. Умови зарахування викладені на сайті гімназії. Директором міжнародної школи є пан Мірко Мрчела.
Учні міжнародної школи навчаються за програмою міжнародного бакалаврату. Зазвичай, учні міжнародної школи проходять три роки «Програми середніх років» (англ. Middle Years Program) у початковій школі Данила Кумара, із якою співпрацює гімназія. Наступні два роки (9-10 класи) вони навчаються вже безпосередньо у Гімназії Бежіград. По успішному завершенні цієї освітньої програми учні навчаються у 11 та 12 класах за «Програмою для здобуття диплома» (англ. Diploma Programme). За ці два роки вони повинні опанувати програму, яка складається із шести груп навчальних предметів:
- мова та література
- друга іноземна мова
- суспільствознавство
- природничі науки
- математика
- мистецтво і культура

Детально про усі предмети, що входять до кожної з цих груп, можна довідатися із інформації про галузь акредитації гімназії на сайті Міжнародного бакалаврату.
Для можливості здобути «ib-диплом» учень повинен опанувати принаймні по одному предмету із кожної з груп. При цьому, допускається замість предмету з шостої групи додатково обрати будь-який з предметів, що входять до 1-5 груп. Учень може обирати конкретні предмети в залежності від того, яку професію планує опановувати і від того, які саме предмети потрібні для прийому у конкретні навчальні заклади, де планується здобувати вищу освіту.

## Мовні програми міжнародної школи
Основною мовою викладання є англійська. Як «другу іноземну», можна обирати із таких мов німецька, французька, нідерландська тощо. Широко представлені слов'янські мови.
Учні гімназії мають можливість здобувати Німецький мовний диплом (нім. Deutsches Sprachdiplom (DSD)) І та ІІ ступенів та Французький мовний диплом (фр. Diplôme d'études en langue française (DELF)) ступенів A1, A2, B1 та B2.
Особливістю школи є те, що учні мають змогу вивчати і українську як у обсязі необов'язкового курсу, так і з можливістю складання іспитів за вимогами програми «IB Diploma Programme» на рівні «UKRAINI A LIT».

## Знамениті учні та випускники
| Фото | Прізвище         | Опис |
|      | Барбара Брезігар | Словенська адвокат і політик виконуюча обов'язків Генерального секретаря при Міністерстві внутрішніх справ Словенії                                                                |
|      | Боян Штіх        | Словенський театральний діяч, літературний критик, театральний режисер, директор театру в Любляні, есеїст                                                                          |
|      | Стане Доланц     | Югославський комуніст, соратник Йосипа Броз Тіто, 10-ий Міністр внутрішніх справ Югославії                                                                                         |
|      | Тоссен Хочевар   | Американський науковець словенського походження, фахівець з економічної історії |
|      | Любо Сірц        | Британський економіст словенського походження, югославський дисидент |
|      | Сара Ісакович    | Словенська плавчиня, призерка Олімпійських ігор |
|      | Тая Крамбергер   | Словенська поетеса, перекладачка, есеїстка, історик-антрополог (проживає у Франції)                                                                                                |
|      | Катаріна Кресал  | Словенська політична діячка, 9-ий Міністр внутрішніх справ Словенії в уряді Борута Пахора                                                                                          |
|      | Урош Слокар      | Словенський баскетболіст, гравець баскетбольного клубу Канту (Італія) та збірної Словенії з баскетболу                                                                             |
|      | Еразем Лорбек    | Словенський баскетболіст, гравець баскетбольного клубу «Динамо Баскет Сассарі» (Італія), колишній гравець баскетбольного клубу «Барселона Баскет» та збірної Словенії з баскетболу |
|      | Славой Жижек     | Словенський психоаналітик лаканівської школи, марксистський соціолог, філософ, та культуролог                                                                                      |